# 김홍집
김홍집(金弘集, 1842년~ 1896년 2월 11일)은 조선 후기의 문신이자 사상가, 정치가이다. 자(字)는 경능(敬能), 호는 도원(道園)·이정학재(以政學齋), 시호는 충헌(忠獻), 본관은 경주이다.
1880년 수신사 일행으로 일본을 방문한 뒤, 신문물을 견학하고 돌아와 개화, 개항의 중요성을 역설하였다. 한편으로 위정척사파 계열 인사들도 중용하는 등의 정책을 펼쳤으나 급진 개화파로 몰렸고, 1884년 갑신정변(甲申政變) 진압 후 우의정, 좌의정 등으로 전권대신(全權大臣)이 되어 한성조약(漢城條約)을 체결하였다. 그 뒤 1896년 관제 개정 이후 동학 농민 운동을 진압하기 위해 끌어들인 일본측의 지원으로 총리대신이 되었으며, 총리대신 재직 중 신분제 폐지, 단발령 등을 강행하는 한편, 함께 일본의 도움으로 개혁, 개방을 단행한 뒤에는 친일파로 몰려 아관파천 때 을미사변과 단발령에 분노한 백성들에게 피살되어 서거하였다.
원래 이름은 김홍집(金弘集)이었으나, 청 고종(高宗) 건륭황제의 휘가 ‘홍력’(弘歷)이었기 때문에 이를 피하기 위해 김굉집(金宏集)으로 가운데 자(字)를 바꾸었다. 조선말기의 문신이자 독립운동가, 대한민국의 부통령을 지낸 이시영은 그의 사위였다. 박규수, 오경석, 강위의 문인이다.

## 출생과 가계
1842년 이조참판을 지내고 증 의정부영의정에 추증된 김영작(金永爵)과 정부인 성씨(成氏)의 셋째 아들로 한성부에서 출생하였으며 한때 1845년에서 1848년까지 경상도 경주에서 잠시 3년간 유년기를 보낸 적이 있다. 의정부좌의정을 지낸 김명원의 후손으로, 숙종의 계비 인원왕후의 친정아버지인 경은부원군 김주신의 5대손이었다. 증조부 김효대는 공조판서를 지냈고, 종조부 김사목은 의정부좌의정을 지냈다. 어머니 성씨는 우계 성혼의 후손이다.
실학자 환재 박규수의 문하에서 글을 배웠다. 1867년 정시 진사시에 합격하여 진사가 되고, 성균관에 들어가 유생으로 수학하였다. 성균관 재생 시절 성적이 우수하여 바로 전시에 응시할 자격이 주어졌다.

## 초기 활동
1867년(고종 4년) 경과정시(慶科庭試)에 급제하여 이듬해 승정원 사변가주서에 임명되었다. 그러나 몇 달 뒤 아버지 김영작이 사망하여 상을 치르느라 사퇴하였고, 아버지의 탈상이 있던 1870년 다시 어머니 창녕 성씨의 상을 당하여 다시 3년상을 더 치렀다.
부모의 탈상을 마친 1875년 오위의 부사과(副司果, 종6품)를 거쳐 흥양현 현감으로 나갔다가 1877년 사과(司果, 정6품)를 역임했다. 1878년 이후 호조참의, 공조참의, 병조참의, 예조참의를 두루 지냈다. 그 뒤 광양 현감(光陽縣監)을 거쳐서 1880년 예조 참의로서 제2차 수신사로 임명되어 58명의 사절단을 이끌고 일본 제국을 다녀왔다. 귀국 이후, 서양 근대의 기술적 성과를 받아들이기 위해서는 일본의 문물제도를 배워야 한다고 주장하면서 조사시찰단의 일본 파견을 상주하게 하였다.

## 수신사
1880년 여름 예조 참의였던 김홍집은 총 58명의 일행을 이끌고 2차 수신사로서 일본에 갔다. 수행원은 이조연, 이용숙(李容肅) 등이었으며 윤웅렬, 지석영과 같은 인물들도 동행하였다.
김홍집 일행은 1880년 7월 일본 기선 지토세마루(千歲丸) 편으로 부산항을 통해 도쿄로 도착했다. 김홍집이 이끈 2차 수신사는 조선과 일본 사이의 해관세 징수, 제물포의 개항, 미곡 수출 금지, 일본 공사의 서울 주재 등을 의논하기 위한 것이었으나, 일본은 김홍집이 전권을 위임받지 않았다는 이유로 공식 교섭을 거절하였다.
김홍집은 일본의 교섭 거절로 인한 현안 처리를 하느라 일본을 자세히 관찰하기 어려웠지만 일본의 변화를 살피고 조선의 부국 강병을 이루어야겠다는 개화당의 인식만은 분명히 하고 있었다. 조선은 마지막 통신사이후 한 세기가 지나서야 다시 일본에 사신을 파견하고 있었지만 조선의 전통적 외교 방침은 사대교린이었고 중국을 종주국으로 인정하면서 독자적인 국가로서 존립하는 한편 주변의 다른 국가에 대해서는 조선 중심의 질서를 요구하여왔다. 일본에 대해서도 파견되는 사절은 일본의 공물에 대한 답례를 보내는 형식인 회례사(回禮使) 등의 명칭이 쓰였다. 이러한 명칭이 수신사로 바뀐 것 자체가 조선의 입장에서는 큰 변화였다. 그러나 1차 수신사는 서로의 서계 문제의 여파가 아직 남아 있어 격식 문제를 따지느라 제대로 된 업무를 수행하지 못하였다. 조선이 통신사를 파견하며 보였던 문화적 우월감도 대일외교의 문제가 되었다. 반면 2차 수신사 김홍집은 일본의 발전을 보고 배워야 한다는 입장으로 기존의 사신들과 다른 모습을 보였다.
도쿄 체재 1개월 동안 이들은 일본 정부의 극진한 대접을 받으며 일본의 근대화된 모습을 두루 살폈다. 김홍집 일행은 일본의 철도와 자동차, 위생상태 등을 살피고 일본의 발전상에 크게 놀랐고 일본이 제안하는 근대화 계획에 동조하게 된다. 이는 나중에 그를 친일파로 분류하는 원인이 되었다. 그러나 이들이 무조건적으로 일본의 앞잡이가 된 것은 아니다. 김홍집은 일본 내의 정한론 흐름을 관찰하고 고종에게 보고하였다.

### 조선책략

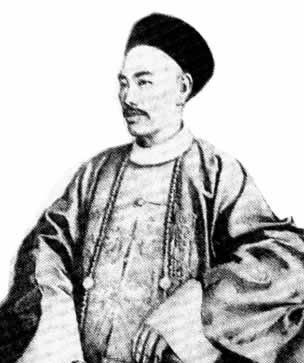
이언을 건내준 황준헌

김홍집은 공식적인 사절 임무에서는 별다른 성과를 얻지 못하였으나 주일 청국 공사관 참찬관이었던 황준헌으로부터 《조선책략》을 받아 조정에 소개하였다. 원 제목이 《사의조선책략》(私擬朝鮮策略, 조선의 책략에 대한 개인적 견해)인 황준헌의 《조선책략》은 전통적인 사대교린의 외교 정책을 버리고 중국, 일본, 미국과 공히 외교 관계를 맺어 러시아의 남하정책에 대항해야 한다는 내용을 담고 있었다. 이는 국익을 위한 자주적 외교를 권하는 지금으로서는 상식적인 내용이었으나, 당시 조선에서는 큰 충격을 주었다. 더욱이 이러한 근대적 외교 정책을 추천한 사람이 청나라의 관료였기 때문이다. 《조선책략》은 대러 공조 외교를 얻기 위해 미국을 지나치게 미화하였다는 비판이 있다. 당시 청나라 입장에서는 지속적인 남하 정책을 펼치는 러시아가 가장 시급한 외교적 현안이었지만, 그에 대응하기 위해 미국을 마치 아무런 이익을 바라지 않는 우호국으로 그린 것은 이미 필리핀을 비롯한 동남아시아 지역에서 패권 경쟁을 벌이고 있던 미국의 실제를 호도한 것이었다.
김홍집은 황준헌으로부터 정관잉(鄭觀應)의 《이언 (易言)》도 건내받아 들고 왔다. 《이언》은 만국공법을 비롯하여 우정체계, 간척과 가뭄 대책 등 서양의 여러 제도를 소개하는 일종의 백과사전적인 책으로 제목은 "쉬운 설명"이라는 뜻이다. 서구의 문물을 되도록 쉽게 소개한다는 뜻을 담고 있다.

## 통리기무아문
고종은 김홍집으로부터 건내받은 《조선책략》을 외교 정책에 도입하기로 하고 널리 배포하는 한편 1881년 조사시찰단을 일본에 파견하여 새로운 문물을 보다 자세히 관찰하도록 하였다. 그러나 고종의 이러한 정책은 위정척사파의 반발을 불러일으켰다. 각지의 상소가 쏟아지자 김홍집은 사직하였는 모양새를 취하였으나 조정 개혁으로 통리기무아문이 신설되자 다시 복귀하였다.
김홍집은 《조선책략》에 바탕을 둔 조미수호통상조약의 교섭 책임자로서 활동하였다. 이후 김홍집은 조선의 외교 정책 책임자가 되었다. 조미통상수호조약을 채결하면서 그 동안 일본이 거부하던 관세 문제도 함께 해결하였다. 2차 수신사로 파견되었을 당시 수신사의 위임 권한 문제를 핑계로 일본은 관세 협정을 맺지 않았다. 그러나 조미통상수호조약에 관세 조항이 들어있었기 때문에 김홍집은 만국공법을 근거로 일본에게 동일한 조건을 수용할 것을 촉구하였다. 그 결과 1883년 조일통상장정은 관세 조항을 포함하게 되었다. 그러나 근대적 국제법제에 미숙하였던 조선과 김홍집은 여전히 일본에게 최혜국의 특권을 주고 말았다.
미국과 통상조약의 실무 책임자를 거치면서 김홍집은 조선의 외교 전문가로 부상하였다. 이후 조영 통상 조약도 조영하와 함께 전권을 위임받고 채결하게 된다. 독일 역시 김홍집이 실무 책임으로 통상 조약을 맺었다. 이렇게 여러 나라와의 외교에 유효적절한 수완을 발휘하여 ‘비오는 날의 나막신’에 비유되곤 하였다.

## 임오군란의 수습
1882년 7월에 일어난 임오군란은 다양한 문제가 얽히고 섥힌 복잡한 문제였다. 전통전 군사 체계를 혁파한 뒤 구식 군인에 대한 처우가 열악해 진 것이 표면적 원인이었지만, 정치적으로는 명성왕후를 앞세운 여흥 민씨 척족 세력과 흥선대원군을 비롯한 위정척사파의 대결이었고, 문화적으로도 개화에 대한 거부감의 표시였다.
13개월 동안 급여가 밀려있던 훈련도감의 군인들이 봉기하여 시작된 임오군란은 곧바로 민씨척족에 대한 반발과 흥선대원군 복귀를 위한 위정척사파의 쿠데타로 변환되었다. 그러나 청나라가 개입하여 오히려 흥선대원군을 붙잡아 가버린 뒤 위정척사파는 힘을 잃고 민씨 척족이 복귀하였다. 청나라는 이를 빌미로 조선에 대한 간섭을 강화하였다.

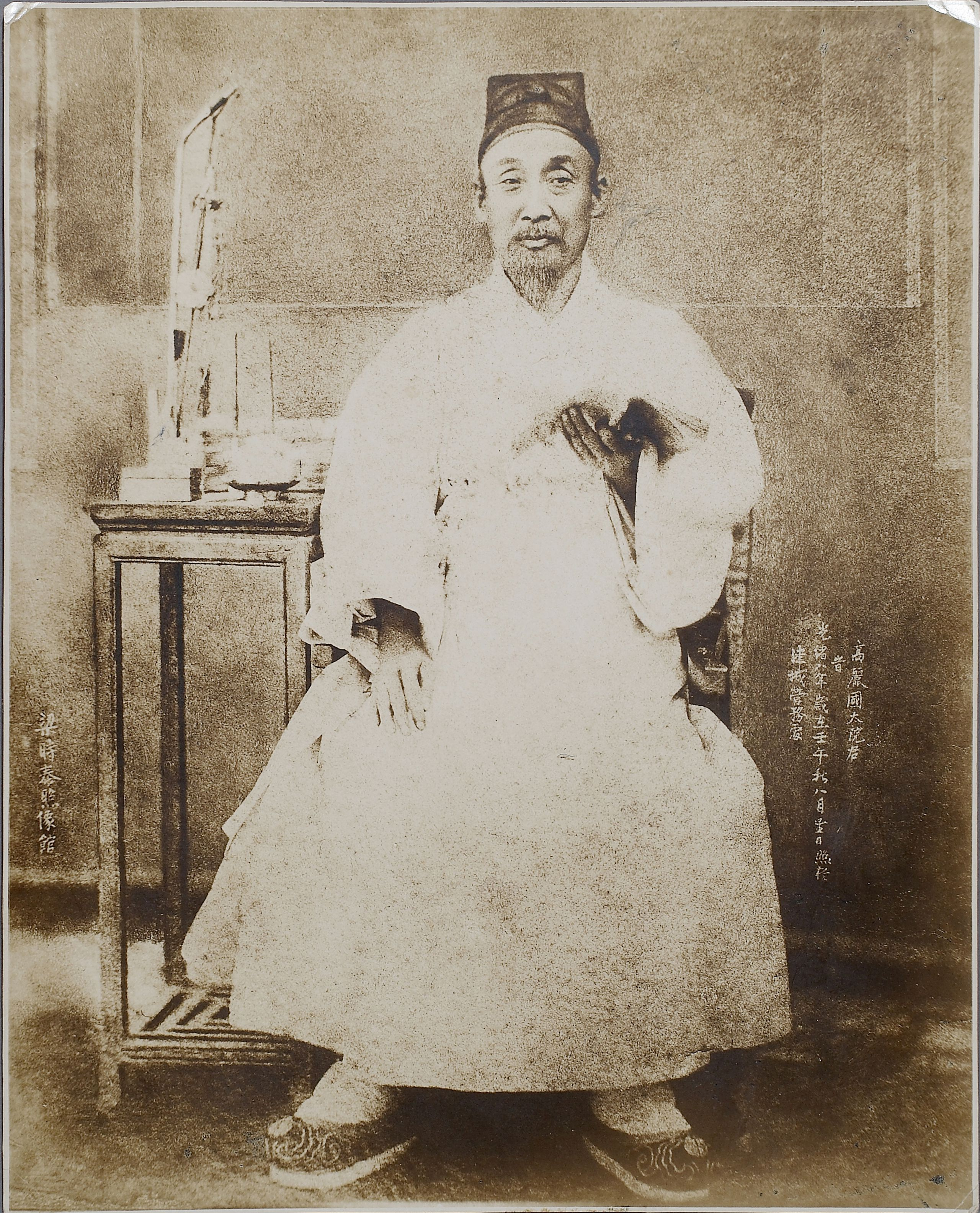
1883년 청나라 감금 시기의 흥선대원군

위정척사파의 상소로 사직하였던 김홍집은 임오군란의 뒷수습으로 국내문제가 복잡한 상황에서 다시 기용되었다. 1882년 경기도 관찰사로 재수되었고, 이후 청나라에 파견되는 진주사(陳奏使)에 진주사 조영하(趙寧夏)와 함께 진주 부사로 톈진(天津)에 파견되어 흥선대원군의 석방을 교섭하고, 조선 정부의 흥선대원군 석방 운동을 중재하여 북양대신(北洋大臣) 리훙장을 설득시키는데 성공했다. 이어 리훙장의 막료인 마젠충(馬建忠), 저우푸(周馥)을 설득하여 무역협정인 조청상민수륙무역장정(朝淸商民水陸貿易章程)을 의정, 조인했다.
열강과의 외교 교섭을 비롯한 임오군란 수습의 공을 인정 받아 김홍집은 1883년 규장각 직제학을 거쳐 1884년 지춘추관사, 예조판서, 한성부 판윤 등의 여러 요직을 거쳤다. 이 사이에도 김홍집은 협판교섭통상사무와 독판교섭통상사무 등의 외교 실무 책임자를 지냈다.

## 갑신정변

### 개화당
19세기 이후 조선의 상황은 밖으로는 여러 나라의 이양선이 등장하고 안으로는 홍경래의 난을 비롯한 각종 민란이 끊이지 않는 불안한 시기였다. 흥선대원군은 양반들에게도 군포를 부가하여 조세를 개혁하고 서원을 혁파하여 사림의 근거지를 없대는 등 쇄신책을 세워 정국의 안정을 도모하였는데, 이는 기층 민중들의 요구가 어느 정도 받아들여진 것이었다. 그러나, 기존의 법제의 고수와 척화비로 대표되는 쇄국 정책으로는 변화하는 세계에 대응하기에는 역부족인 상황이었다.:230 - 231
북학파 실학자였던 박지원의 손자였던 박규수는 제너럴셔먼호 사건 당시 배를 불태우며 강경하게 대응하였지만 스스로는 북학파의 주장인 통상개국론의 입장을 취하고 있었다. 박규수는 제2차 아편전쟁으로 베이징이 영국 프랑스 연합군에 점령된 이후 청나라에 사신으로 파견되어 서구 열강의 힘을 직접 경험하였고 양무 운동에 영향을 받아 조선 역시 자강 운동과 개화 운동이 필요하다고 생각하였다. 박규수와 뜻을 같이 하는 사람들이 그의 사랑방에 모여 형성된 것이 개화당으로 1874년부터 김옥균, 박영교, 박영효, 서광범, 오경석 등이 중심이 되어 활동하였다.
개화당이 점차 많은 사람들과 연결되면서 김홍집 역시 개화당과 관계를 맺게 되었다. 이들은 모두 조선이 세계 여러 나라와 통상조약을 맺고 개화되어야 한다는 점에 동의하였지만, 그 방향과 속도가 모두 같은 것은 아니었다. 김옥균을 대표로 하는 급진개화파는 법률과 제도를 바꾸는 정변도 불사한다는 입장이었고 이에 반해 김홍집 등의 온건개화파는 서양의 기술을 도입하되 법제는 전통의 것을 점진적으로 개선한다는 입장이었다. 이들 사이의 차이는 초기에는 그리 크게 부각되지 않았지만, 임오군란의 수습과정에서 청나라가 대원군을 납치한 사건에서 정치적 견해 차이가 드러나게 되었다. 청나라는 통상조약인 조청상민수륙무역장정의 전문에 조선이 청나라의 속방(屬邦, 예속국)이라 명시할만큼 조선과 외교를 전통적인 사대 관계의 연장선으로 두고자 하였다. 청나라가 대원군을 사로잡아 가자 김옥균 등은 조선의 주권을 침해당했다고 격렬히 반발하였지만, 김홍집은 위정척사파의 거두인 대원군이 사라지는 것에 별다른 불만을 제기하지 않았다.

### 갑신정변

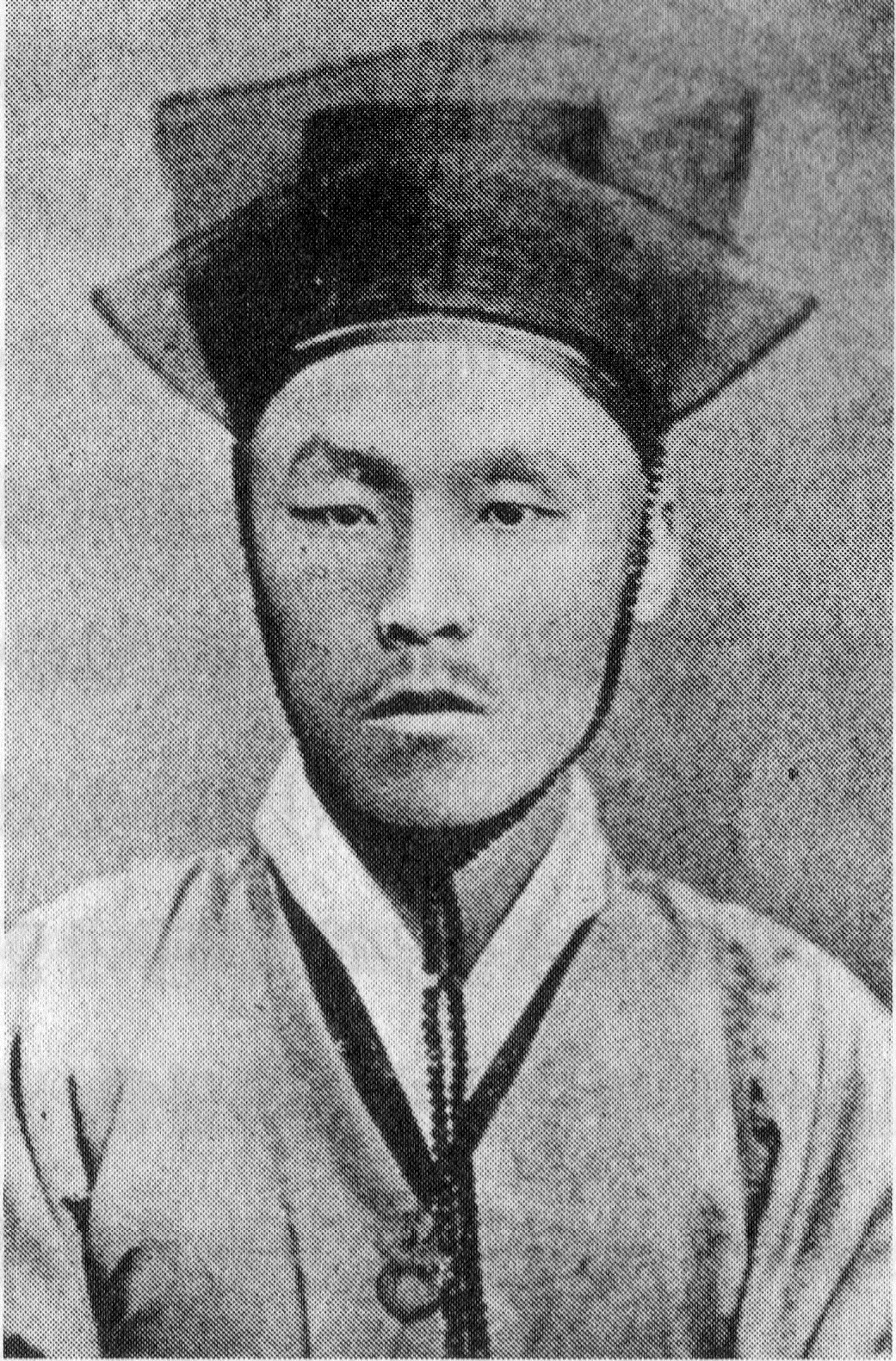
김옥균

김옥균 등의 급진개화파는 평소에도 제도의 혁파를 주장하였고, 외교 관계에서도 청나라의 영향력에서 벗어나야 한다고 생각하였다. 평화로운 방법만으로 개화를 실현할 수 없다고 생각한 이들은 "충의계"라는 비밀결사를 조직하여 기회가 닿는다면 언제든 권력을 잡고자 하였다. 43 명으로 이루어진 충의계는 같은 개화파로 분류되던 김홍집 등의 온건개화파에게도 알리지 않은 비밀 조직이었다. 김옥균은 이 외에도 서재필 등 14명의 사관생도, 박영효가 이끌던 별기군, 윤웅렬의 함경도 군사를 모아 모두 1천여 명의 병력으로 갑신정변을 일으켰다.
김옥균은 청불전쟁으로 청나라의 병력이 조선을 향하지 못할 것이라는 판단으로 1884년 12월 4일 새로 만들어진 우정국의 낙성식을 기회로 삼아 갑신정변을 일으켰다. 정변을 일으킨 직후 발표한 내각은 급진개화파와 국왕의 종친으로 이루어져 있어 이들이 국왕 중심의 제도 혁파를 의도하였음을 알 수 있다. 이들은 청나라가 병력을 앞세워 정변을 탄압할 경우 일본의 지원을 받기로 되어 있었으나, 실제로는 3일 만에 진압되는 동안 일본의 별다른 지원을 받지 못하였고, 소수 엘리트의 음모로 진행된 정변은 일반 민중의 지지도 얻지 못하였다. 김홍집은 우정국 낙성식에 아무런 낌새도 모르고 참여하였다가 정변에 휘말리게 되었다.
김홍집은 김옥균 등과 별다른 연락조차 주고 받지 않았지만 갑신정변의 실패는 개화파 전체에 대한 위기로 불거졌다. 갑신정변의 와중에 청나라와 일본은 한성에서 교전을 벌였고, 일본군의 사상자가 발생하였다. 서울의 민중들 역시 일본에 대한 반감을 드러내며 일본공사관을 불태웠다. 갑신정변의 주역들은 자신들의 행동을 청나라의 간섭에서 벗어나기 위한 자주적인 활동이라 주장하였지만, 정변에 일본군이 동원되는 것을 본 민중들은 “외국의 군사를 불러들여 군부(君父)를 위협하였다.”고 여겼다.
갑신정변이 실패로 돌아간 뒤 조선은 김홍집 등을 교섭 대표로 하여 일본과 한성 조약을 맺게 되었다. 애초 조선의 목적은 정변에 군사적 지원을 한 일본을 규탄하고 책임을 묻기 위한 것이었으나, 오히려 일본이 자국 군인의 사상자 발생과 공사관 화재의 책임을 조선에게 묻는 모양새가 되었다. 결국 한성조약을 통해 조선은 오히려 일본에게 사죄하는 국서를 보내게 된다.
김홍집은 한성 조약 이후 사임하였으며, 판중추부사로 한때 한직에 머물러 있었다. 한편 개항의 중요성을 역설하고, 노론 북학파와 소론 등을 중용하여 그는 개화파로 몰렸다. 그러나 개항의 중요성을 역설하는 동시에 최익현의 문인인 박병철(朴炳哲) 등의 노론 위정척사계열 성리학자들을 중용하였다.
한성조약이 성사된 뒤 판중추부사로 밀려났다가 1887년 다시 의정부좌의정에 임명되었으나 위정척사파의 반발과, 지방 유림들의 매국노라는 규탄 여론으로 곧 사직했다. 이후 판중추부사로 전임되었다가 1889년에 행수원부유수로 좌천되었다.

## 김홍집 내각

#### 제1차 김홍집 내각 조각
1894년 동학혁명이 일어나 일본 세력의 침투가 표면화되자 그 힘을 빌어 제1차 김홍집 내각을 조직, 총리대신이 되었다. 그해 동학 농민 혁명이 일어나자 명성황후가 청나라군을 끌어들였고, 조선에 침투를 바라던 일본군은 청일 전쟁을 일으키기 며칠 전인 음력 6월 21일(양력 7월 23일)에 경복궁을 습격하고 무기고를 탈취하는 등 김홍집 일파를 지원하였다. 한편 김홍집은 일본 조정과 친하다는 이유로 음력 6월 말부터 제1차 김홍집 내각을 조직하고 총리대신이 되어 갑오개혁을 단행하였다. 개혁기구로 군국기무처를 설치하고 총재가 되었으며, 대원군을 불러들여 민중의 불만을 완화하고자 하였다.
총리대신으로 그는 악습을 폐지하고 과거제 폐지, 은본위제의 신식화폐제도 채택, 의정부와 궁내부의 관제 시행, 도량형제도의 채택 등의 개혁을 단행했다.

#### 2차 내각 조직과 개혁 활동
청일 전쟁의 결과 일본이 득세하자 갑신정변으로 일본에 망명갔던 강력한 친일파 박영효가 입각한 제2차 김홍집, 박영효 연립 내각이 성립되었으며, 이때 군국기무처를 없애고 1차 내각때부터 작성한 초안을 완성, 새로운 법령인 홍범 14조(洪範十四條)를 직접 수립하여 고종으로하여금 발표하게 하였다. 이어 8아문을 7부로 고치고, 지방 8도를 23부로 바꾸고 교육입국조서를 발표하여 사범학교를 설립하였다. 그러나 재정난과 박영효·서광범 등과의 대립, 유길준 등의 소극적 협력 등으로 지원 세력이 없어 내각은 곧 와해되고, 박영효가 역모사건으로 일본 망명하고 박정양 내각이 탄생하였다.

## 생애 후반

#### 친일 의혹
법률과 제도를 바꾸고 일본의 변화된 관제와 복식을 조선에 도입하려 했다. 또한 양력의 사용과 우편 제도를 실시하기도 했다.
그러나 일설에는 김홍집은 자신이 군국기무처의 총재를 겸임하면서 총재보좌 명목으로 일본 공사관 직원 4~5명을 끌어들여 이들에게 실질적인 권한을 부여하는 등 친일매국행위에 앞장섰다는 주장도 있다.

#### 자살 미수
이어서 들어선 박정양 내각이 열강에 접근하려는 정책을 쓰자, 일본은 이를 경계했고 그는 이 사이 일본측과 접촉하였다. 박정양 내각이 새로 세력을 뻗기 시작한 구미 열강에 친근하려는 정책으로 기울어지자 일본 제국은 1895년 을미사변을 일으켜 명성황후를 죽인 후 제3차 김홍집 내각을 조직하였다.
10월 8일 왕비가 암살당하자 김홍집은 자결하려 하였다. 때마침 김홍집을 방문했던 유길준은 그럴 필요 없다며 김홍집을 극구 말렸다.
| “ | 대감 좀 고정하십시오. 대감께서 돌아가신다 해서 모두가 수습된다면 모르지만 왕비는 이미 참변을 당했고 사태는 벌어졌습니다. 우리가 거꾸로 일격을 당한 셈이 되었습니다. 그러나 우리가 이 사태를 수습하는 데 노력하는 것도 충절이 될 것입니다. 대감께서는 그 뒤에 가서 돌아가셔도 늦지 않으니 제발 좀 고정하시고 심사숙고해주시기 바랍니다. | ” |

| “ | 유공 그대가 말하는 뜻은 다 알아요. 하지만 우리는 지금까지 우리나라의 보전과 개혁을 위하여 모든 굴욕을 참아오지 않았습니까? 그러나 이번 사태만은 절대로 저들을 용서할 수가 없어요. 세록지신으로 또 일국의 중신된 자가 국모의 참변을 보고 어찌 살아서 폐하와 만백성을 대할 수가 있겠습니까? 나는 유공의 처지와 다릅니다. 유공은 어떤 난국이라도 극복해서 앞으로 이 나라를 건져야 할 사명이 있지만 내가 할 일은 이제 내 스스로 죽는 일 밖에 없습니다. | ” |

유길준은 어렵게 김홍집을 설득하여 자살하려는 것을 말리고 대궐로 데려갔다. 1895년 10월 9일 명성황후 암살사건이 일어난 뒤 김홍집을 수반으로 내각이 개편되었다.

### 몰락과 최후
김홍집 내각에서는 일본의 압력 외에도 단발령 강행 등 급격한 개혁을 실시하다가 성리학자들의 반발로 전국적인 의병 봉기와 집회를 야기하였고, 1896년(건양 1년) 러시아의 세력이 증대하여 드디어 아관파천이 일어나 김홍집 내각이 붕괴되고 친러파 내각이 조직되었다. 그와 동시에 김홍집은 많은 대신이 피살될 때 매국 친일당의 두목으로 몰려 광화문에서 친러파 군인들과 군중들에게 살해되었다. 저서로는 '이정학재일록 (以政學齋日錄)'이 있다. 당시 그의 나이 향년 54세였다.
살해된 시신은 광화문 밖에 효수되었고, 시신은 도륙되어 각도로 보내졌으며, 백성들은 수급에 돌을 던졌다 한다. 매천야록에 의하면 그의 시신을 씹는 자까지 있었다고 전한다. 그의 가족들에게도 연좌제가 적용되었는데, 이시영에게 시집간 딸 등 이미 출가한 딸들만이 연좌제를 피하였다. 한성부 사저에 있던 부인은 연좌되어 관비로 끌려갈 것을 예상하고 아들을 죽이고 자살하였다.

## 사후
그는 개화파가 몰락하면서 역적으로 단죄되었고, 1910년 한일 병합 후에는 친일파의 득세를 불러온 역적으로 단죄되어 재평가받지 못하였다. 1945년 해방 후 사위 이시영에 의해서 복권 여론이 조성되었고, 1960년대 가서야 개혁 노력에 대한 연구와 평가가 시작되었다.
묘지는 경기도 파주군 임진면에 안장되었으나 한국전쟁 뒤 경기도 고양군 벽제면 대자리(현, 고양시 덕양구 대자동)로 이장하였다. 《김홍집 선생 묘》는 1986년 6월 16일 고양시의 향토유적 제24호로 지정되었다.

## 저서
- 이정학재일록 (以政學齋日錄)

## 가족 관계
- 고조부 : 김후연(金後衍)
  - 증조부 : 김효대(金孝大)
    - 조부 : 김사식(金思植)
      - 생부 : 김영작(金永爵, 1802년 - 1868년)
      - 생모 : 창녕 성씨(? - 1870년)
        - 형님 : 김항집(金恒集, 요절)
        - 형님 : 김승집(金升集)
          - 조카 : 김춘희(金春熙)

        - 부인 : 남양 홍씨
          - 아들 : 김경희(金敬熙)
          - 장녀 : 경주김씨
          - 사위 : 이시영(李始榮, 1868년 - 1953년)
            - 외손자 : 이규봉(李圭鳳)
            - 외손자 : 이규홍(李圭鴻, ? - 1951년)
            - 외손자 : 이규흥(李圭興)
            - 외손자 : 이규열(李圭烈, ? - 1953년)
            - 외손부 : 서차희(1910년 - ?)
              - 진외증손 : 이종문(李鍾文, 1940년 - )

        - 동생 : 김증집(金證集)

    - 외할아버지 : 성재순(成載淳)
      - 장인 : 홍재선(洪在善)

## 사상과 신념
그는 항상 조선이 발전하려면 선진 외국과 제휴해야 한다는 개화 교류사상의 확고한 신념과 이상을 피력하였다. 그의 개화사상의 특징은, 개화는 필연적으로 실현시켜야 하지만, 급진적 방법으로는 불가능하며 점진적 방법만이 소기의 성과를 거둘 수 있다고 주장하였다.

## 평가
김홍집 행실이 그가 주장한 바와 엇갈리는 바가 많아서 ‘친일파 애국자’로 표현되곤 한다. 일본 세력을 이용하여 조선을 개혁하려 했던 정치가라는 평가와 함께 일본에 이용당한 친일파라는 평가가 공존한다. 또한 그가 죽기에 앞서 “일국의 총리로 동족 손에 죽는 것은 천명”이라는 말을 남겼기 때문에 책임감 있는 정치인으로 여겨지기도 한다. 하지만 을미사변을 방조한 점과 고종에게 명성황후를 '서인'으로 폐하는 조칙에 서명하도록 한 강요한 점 등은 여전히 그의 정치적 기준에 대한 논란으로 남아있다.
또한 구한말의 격동의 소용돌이 속에서 3차의 내각을 이끌며 개항과 사회 안정을 위해 노력하였으나, 외세의 도전을 자력으로 극복해야 한다는 주장을 실천하기도 전에, 정국의 혼란으로 군중에게 살해되는 비극을 감수해야 했다는 시각도 있다.

## 같이 보기
- 민영익
- 박정양
- 박영효
- 홍영식
- 서재필
- 김옥균
- 윤치호
- 김홍집 선생 묘

## 김홍집을 연기한 배우
- 최무룡 - 1974년 (총리대신 김홍집) TBC 드라마
- 김세윤 - 1982년 (풍운) KBS1 드라마
- 오중훈 - 1984년 (독립문) KBS1 드라마
- 임혁 - 1987년 (이화) KBS 드라마
- 최상훈 - 1990년 (조선왕조 오백년 대원군) MBC 드라마
- 박영지 - 1994년 (새야 새야 파랑새야) MBC 드라마
- 임혁주 - 1996년 (찬란한 여명) KBS1 드라마
- 강태기 - 2002년 (명성황후) KBS2 드라마

## 참고 자료
- 《글로벌 세계대백과사전》,  〈개화정책과 그 반향〉
- 유영익, 《갑오경장 연구》(일조각, 1990)
- 정성희, 조선 말기 난세를 살다간 최고의 정치외교가 김홍집, 네이버케스트[52]